# Jijodamandau
Jijodamandau (nep. जिजोडमाण्डौ) – gaun wikas samiti w zachodniej części Nepalu w strefie Seti w dystrykcie Doti. Według nepalskiego spisu powszechnego z 2001 roku liczył on 378 gospodarstw domowych i 2128 mieszkańców (1076 kobiet i 1052 mężczyzn).